# Route des Montagnes
La route des Montagnes est une route touristique dans la région de Charlevoix au Québec. Une partie de l'itinéraire passe par la route 381.

## Description

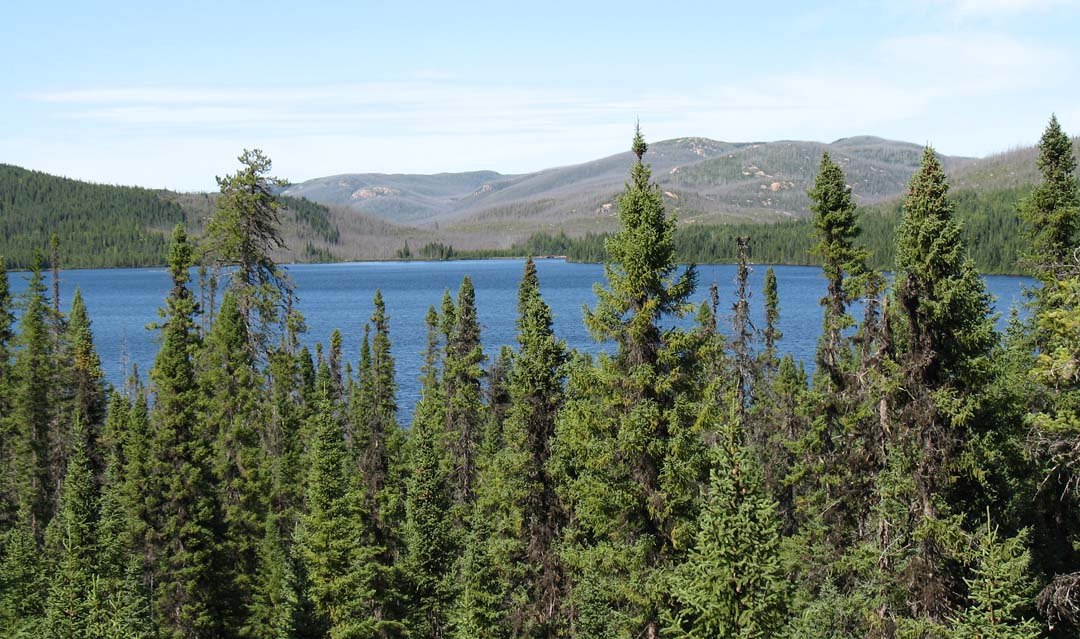
Camp Château-Beaumont, Parc national des Grands-Jardins

Cette route est appelée route des Montages car elle traverse le parc des Grands-Jardins, au relief très montagneux. La route des montages est située dans la région de Charlevoix. Elle parcourt les villages de Saint-Urbain, Saint-Hilarion, Notre-Dame-des-Monts et Saint-Aimé-des-Lacs ainsi que les parcs nationaux des Grands-Jardins et des Hautes-Gorges-de-la-Rivière-Malbaie. Cette route permet de découvrir les paysages naturels des montages de l'arrière-pays de la région de Charlevoix.

## Tracé
La route s'étend sur 151 km, elle permet de découvrir l'arrière-pays et d'observer certains des plus hauts sommets du Bouclier laurentien.

## Historique
En 1843, le tracé du chemin reliant Baie-Saint-Paul à Grande-Baie, en passant par Saint-Urbain est réalisé. Il a ensuite été ouvert au public à l'hiver à partir de 1849, puis dix ans plus tard, en 1859, il a été ouvert à l'été. Aussi, la route a été emportée dans le secteur de Ferland-et-Boilleau lors des inondations de 1996, suivi jusqu'au Saguenay.

## Événements
- Week-end de la Saint-Jean-Baptiste (Rodéo de Charlevoix) Saint-Aimé-des-Lacs
- Fin juillet début août (Le Triathlon de Charlevoix) Saint-Aimé-des-Lacs
- 20 juin au 4 août (La piste des Épouvantails) Saint-Aimé-des-Lacs